# Émile Levassor
Émile Constant Levassor (ur. 21 stycznia 1843 w Marolles-en-Hurepoix, zm. 14 kwietnia 1897 w Paryżu) – francuski konstruktor i producent samochodów oraz kierowca wyścigowy, uważany za jednego z pionierów motoryzacji oraz sportu samochodowego.

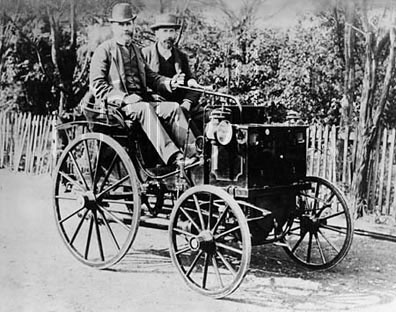
Samochód Panhard & Levassor z lat 1890–1895

## Życiorys
W 1890 Levassor wspólnie z przedsiębiorcą i mechanikiem René Panhardem, założył firmę produkującą automobile – Panhard & Levassor. Samochody konstruowane przez Levassora miały klasyczną konstrukcję – silnik, umieszczony z przodu pojazdu, napędzał koła tylne. Jednostka napędowa – 2-cylindrowy, widlasty silnik spalinowy, była dziełem Gottlieba Daimlera. Pod koniec wieku nieliczni konstruktorzy montowali w swoich pojazdach tego typu motory – większość ówczesnych aut napędzana była prymitywnymi silnikami parowymi. Ta przewaga samochodów Levassora wróżyła mu sukces w całkiem nowej dyscyplinie – wyścigach "pojazdów bez koni".
Pierwszym takim wyzwaniem był wyścig z Paryża do Rouen, zorganizowany w roku 1894 na trasie o długości 126 kilometrów. Levassor wystartował samochodem swojej konstrukcji i na mecie pojawił się jako drugi. Pierwszy był hrabia Albert de Dion, jednak nie przyznano mu głównej nagrody – jego samochód napędzany był silnikiem parowym. Zwycięzcą okazał się Levassor. Brał on udział także w następnej imprezie, zorganizowanej w czerwcu 1895 – wyścigu Paryż-Bordeaux-Paryż. Levassor pojawił się na mecie jako pierwszy, tym razem jednak, to jemu odebrano zwycięstwo – startował dwu-, a nie, jak tego wymagały przepisy, czteromiejscowym pojazdem.
Ostatnią imprezą, w jakiej wystartował Levassor był wyścig Paryż-Marsylia-Paryż w 1896. Francuz go jednak nie ukończył – w drodze do Marsylii, pod Awinionem miał wypadek – próbując ominąć psa, który nagle pojawił się na szosie – wypadł z trasy.
Levassor już nigdy nie odzyskał pełnej sprawności, był zmuszony wycofać się z wyścigów. W 1897, osłabiony, nie wyleczony do końca po wypadku, zmarł. Stał się tym samym pierwszym zwycięzcą i pierwszą ofiarą wyścigów.